# Bassano Bresciano
Bassano Bresciano er en italiensk by (og kommune) i regionen Lombardiet i Italien, med omkring 2.338(2023) indbyggere.